# 錫尼亞克 (蘇梅區)
51°3′2″N 34°30′13″E / 51.05056°N 34.50361°E
錫尼亞克（烏克蘭語：Синяк）是位於烏克蘭東北部的村莊，由蘇梅州蘇梅區的里奇基市鎮負責管轄。該村距離澤萊內0.5公里，海拔高度182米，2001年人口53，98%人口使用烏克蘭語。